# Luis Morondo Urra
Luis Morondo Urra (Puente la Reina, 9 de mayo de 1909 – Pamplona, 26 de enero de 1983) fue un director, compositor y profesor de música español. Entre sus hitos figuran ser el fundador de la Coral de Cámara de Pamplona (1946) y director de la Orquesta Sinfónica de Navarra / Nafarroako Orkestra Sinfonikoa (1945-1960).

## Biografía
Hijo de Julio Morondo y Saturnina Urra, Luis Morondo fue el menor de una familia numerosa que incluía a sus hermanos Rafael (maestro en Puente la Reina), Julio (empleado en la compañía de seguros La Vasco Navarra de Pamplona) y sus hermanas gemelas Carmen y Rosario (ambas religiosas en la orden de San Juan de Dios).
En 1939, durante las fiestas de Mendigorria, conoce a María Rosario Yárnoz, hija de Feliz Yárnoz y Francisca Ros. Dos años más tarde, el 24 de septiembre de 1941, contraen matrimonio en la Iglesia de San Lorenzo de Pamplona. Tuvieron dos hijas y un hijo que, a diferencia de su padre, no se dedicaron a la música. María Rosario Yárnoz fue su compañera de vida incondicional, ya que, cuando sus hijos se hicieron mayores, fue su acompañante en todos los viajes y actuaciones musicales.
Inició sus estudios de música con Epifanio Irigoien, director del Orfeón de Puente la Reina, y con el tiempo los amplió en Pamplona con el compositor y organista de la Iglesia de San Nicolás Bonifacio Iráizoz Unciti. Con 19 años decidió opositar para la dirección de la Coral Santa María de Castro-Urdiales y a su respectiva Escuela Municipal de Música, en las cuales obtuvo el primer puesto. Debido a que se encontraba en Castro-Urdiales continuó allá sus estudios musicales de la mano de los compositores Arturo Dúo Vital y José Franco y Ribate. Permaneció en Asturias durante seis años entre 1928 y 1936.
Tras la Guerra civil española volvió a Pamplona donde prosiguió su labor musical. Entre los años 1939 y 1945 fue nombrado subdirector del Orfeón Pamplonés entidad en la que comenzó inicialmente como tenor segundo. Simultáneamente fundó en 1940, dirigiéndola hasta 1945, la Orquesta de Cámara de Educación y Descanso en Pamplona con la cual tuvo interpretó un sinfín de conciertos. En 1943 lo nombraron Director de la Orquesta Sinfónica Santa Cecilia, actualmente Orquesta Sinfónica de Navarra, dejando el cargo por motivos de salud en 1961 tras haber dirigido más de 300 conciertos.
En 1946 fue el fundador y director de la Agrupación Coral de Cámara de Pamplona, con la cual se cultivó la música de los siglos XV, XVI y XVII, desarrollando y dándole lugar a la música de vanguardia. Con esta agrupación consiguió diferentes premios y reconocimientos.
De ser profesor en la Escuela de Música de Pamplona pasó a serlo en el Conservatorio Pablo Sarasate de Navarra entre 1959 y 1970, como maestro de Historia de la Música, Estética, Conjunto Coral, Conjunto Instrumental y el último curso de Solfeo. También trabajaba al mismo tiempo en la compañía de seguros La Vasco Navarra.
Por otro lado a lo largo de su trayectoria realizó alrededor de 60 grabaciones discográficas. Además realizó composiciones y adaptaciones para su coro, como la música del Misterio de San Guillén y Santa Felicia representada en la Villa de Obanos, y una serie de temas populares vascos, canarios, españoles o sudamericanos.
Dirigió grandes orquestas internacionales como la Orquesta de la Radio Difusión Francesa, la del S.O.D.R.E de Montevideo, la del Teatro Colón de Buenos Aires y la de Minneapolis. Estas son algunas de las obras que dirigió con importantes entidades orquestales y corales:
- El Mesías de Haendel[5]
- Magnificat de J. S. Bach[5]
- Las Estaciones de Haydn[5]
- Misa Solemnis de Beethoven[5]
- Jfte de Carissimi[5]
- Orfeo de Monteverdi[5]
- Triple concierto de Beethoven[5]
- Sinfonía Española de Laló[5]
- Sinfonía Concertante para violín y viola de W. A. Mozart[5]

Su último concierto lo dirigió en Tafalla el 17 de enero de 1983 nueve días antes de su fallecimiento.
En honor a Luis Morondo diferentes lugares han acogido su nombre: la Escuela Municipal de Música Luis Morondo de Barañáin, una calle de Pamplona, un coro y una plaza en Puente la Reina y otra en Castro-Urdiales.

## Festivales internacionales
- Festivales Internacionales de la Sainte Chapelle (París).[5]
- Semanas Internacionales de Música de la Abadía de Royaumont (París).[5]
- Fiestas Musicales de la Laguna (Tenerife).[5]
- Festival Internacional de Namur.[5]
- Festivales Internacionales de Nantes.[5]
- Festivales Internacionales de Alsacia (Espinal).[5]
- Festivales Internacionales de Aix en la Provenza.[5]
- Festivales Musicales de Segovia.[5]
- Mayo Musical de Burdeos.[5]
- Festivales de Música de Granada; Festivales Internacionales de Música de Cámara de Divonne.[5]
- Festivales Internacionales de Strasburgo.[5]
- Festival Internacional de Argel.[5]
- Festival Internacional del Castillo de Vicennes (París).[5]
- Festivales Musicales de Córdoba.[5]
- Festivales Internacionales de la auvernia (Millaud).[5]
- Festivales Internacionales de Gratz.[5]
- Festivales de las noches de Borgoña (Autun).[5]
- Festivales Internacionales de la Gascuña (Auch).[5]
- Festivales Internacionales de Besançon.[5]
- Festivales Internacionales de Lieja.[5]
- Gran Quincena Musical de San Sebastián.[5]
- Festivales de las noches de Borgoña (Dojon).[5]
- Festivales Internacionales de Bélgica ( Ktrij).[5]
- Festival de “Dos Mundos” en Spoleto.[5]
- Festivales Internacionales de Viena.[5]
- Festivales Internacionales de Aviñón.[5]
- Festivales Internacionales de Música de Toulon.[5]
- Festivales Internacionales de Aquitania.[5]

## Premios y reconocimientos
- Primer Premio y Gran Premio de Honor en el I Certamen Internacional de Lille.[5]
- Trofeo y medalla de la ciudad de Argel.[5]
- Medalla de la ciudad de Viersen.[5]
- Medalla de la ciudad de Rheydt.[5]
- Medalla de la ciudad de Solingen.[5]
- Medalla de oro de la ciudad San Nicolás (Argentina).[5]
- Diploma del Colegio de Críticos Musicales de Sud América al mejor conjunto que ha visitado América del Sur.[5]
- Medalla de oro de la ciudad de Vincennes.[5]
- Medalla de oro de la ciudad de Lille.[5]
- Palmas honoríficas en la Semana Musical Internacional de Roymond (París).[5]
- Diplomas de honor en la sala de conciertos de la B.B.C. de Londres.[5]
- Verdes laureles olímpicos en la Universidad de Coímbra.[5]
- Encomienda de la Orden del Mérito Civil y a título personal.[5]
- Encomienda de la Orden de Alfonso X el Sabio.[5]
- Hijo Predilecto de Puente la Reina.[5]
- Hijo adoptivo de la Villa de Obanos.[5]
- Medalla de oro de la ciudad de Pamplona.[5]